# Hänge der Neyetalsperre
Das 12 ha große Naturschutzgebiet Hänge der Neyetalsperre liegt nordöstlich des Kerngebietes der Stadt Hückeswagen im Oberbergischen Kreis und hat die Kennung GM-093. Nördlich und westlich bildet die Kreisstraße K13 die Grenze. Nach Süden und Osten grenzt auf Wipperfürther Gemeindegebiet das 338,5 ha große Naturschutzgebiet Neyetalsperre  mit der Kennung GM-096 an.

## Beschreibung
Das Fachinformationssystem des Landesamtes für Natur, Umwelt und Verbraucherschutz in NRW beschreibt das Gebiet wie folgt:

„Nördlich der Neye-Talsperre stocken großflächige Wälder, die sich sowohl aus standortgerechten Buchenmischwäldern, als auch aus Eichenmischwäldern und verschiedenen Nadel- und Laub-Forsttypen zusammensetzen. Im östlichen und nördlichen mittleren Teil des Komplexes stocken großflächige Buchenmischwälder mit Altholzbeständen. In der Strauchschicht findet man häufig Stechpalme und Buchen-Naturverjüngung.
Angrenzend an die Ufer der Talsperre findet man junge bis maximal mittel alte Buchenwälder, teilweise gemischt mit kleinflächigen Eichenmischwäldern, Fichtenwäldern, Roteichenforsten und anderem. In 2010 fallen besonders die großflächigen Schlagfluren aufgrund von Sturmschäden aus den vorherigen Jahren auf. Offensichtlich sind besonders alte Fichtenwälder den Stürmen zum Opfer gefallen, jedoch werden vielfach wieder die nicht standortgerechten Fichten angepflanzt. Daneben sind in den nördlichen Teilen des Waldkomplexes alte und junge Buchenwälder, Buchenmischwälder und einige älteren Bestände an Fichtenforsten zu finden sowie kleine Forsten und Wälder aus Ahorn, Linde und Eiche.
Mehrere naturnahe Quellbäche mit begleitenden Erlen-Eschen-Ufergehölzen, Erlen-Eschen-Bachauenwald, Milzkraut-Fluren und Winkel-Seggen-Säume fließen in Richtung Talsperre. Man findet außerdem drei kleine Feuchtwiesen und -weiden im mittleren Teil des Komplexes und im Norden. Die nördliche Feuchtweide zeigt noch Anklänge an nährstoffarme Standorte mit Spitzblütiger Binse, Sumpf-Schafgarbe und Schmalblättrigem Wollgras. In den Tälern der Quellbäche findet man weiterhin kleinflächige Reste von verlandenden Teichen. Laubwälder mit Quellsiefen sind typische Biotopkomplexe und prägend für das Bergische Land, wobei dieser Komplex aufgrund seiner besondere Großflächigkeit von Laubwäldern hervorzuheben ist.
Das Gebiet hat somit insbesondere eine hohe Bedeutung als Pufferzone für die Neye-Talsperre mit repräsentativer Wertigkeit der Buchenmischwälder. Das Gebiet ist von regionaler Bedeutung im Biotopverbund naturnaher Laubwälder und Quellbäche und als naturschutzwürdig zu klassifizieren. Erhaltung und Förderung der strukturellen Vielfalt des Buchenwaldes mit naturnaher Waldbewirtschaftung haben einen hohen Wert im Bergischen Land. Als Entwicklungsmaßnahme könnte der behutsame Umbau von Fichtenwäldern in standortgemäße Waldgesellschaften angestrebt werden. Weiterhin ist die Erhaltung von Quellsiefen mit ihrer naturnahen Begleitvegetation ein regionales Ziel.“

An wichtigen, seltenen und besonders schützenswerten Pflanzenarten seien u. a. hervorgehoben: Breitblättrige Stendelwurz (Epipactis helleborine), Echtes Mädesüß (Filipendula ulmaria), Kuckucks-Lichtnelke (Lychnis flos-cuculi), Schönes Johanniskraut (Hypericum pulchrum), Stern-Segge (Carex echinata) und Sumpf-Schafgarbe (Achillea ptarmica).

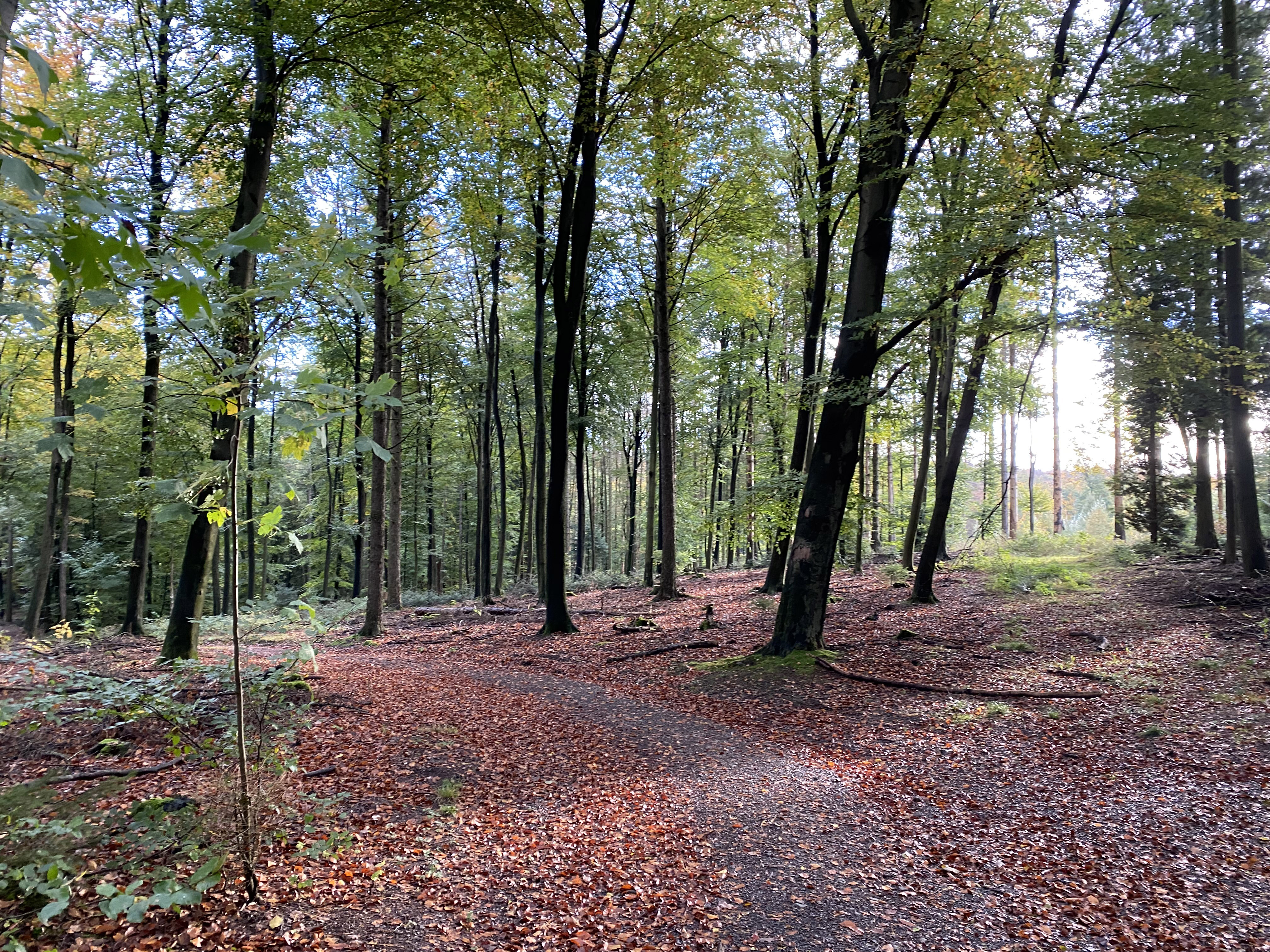
nördl. Eingang in das NSG (Im Schneppenstock)
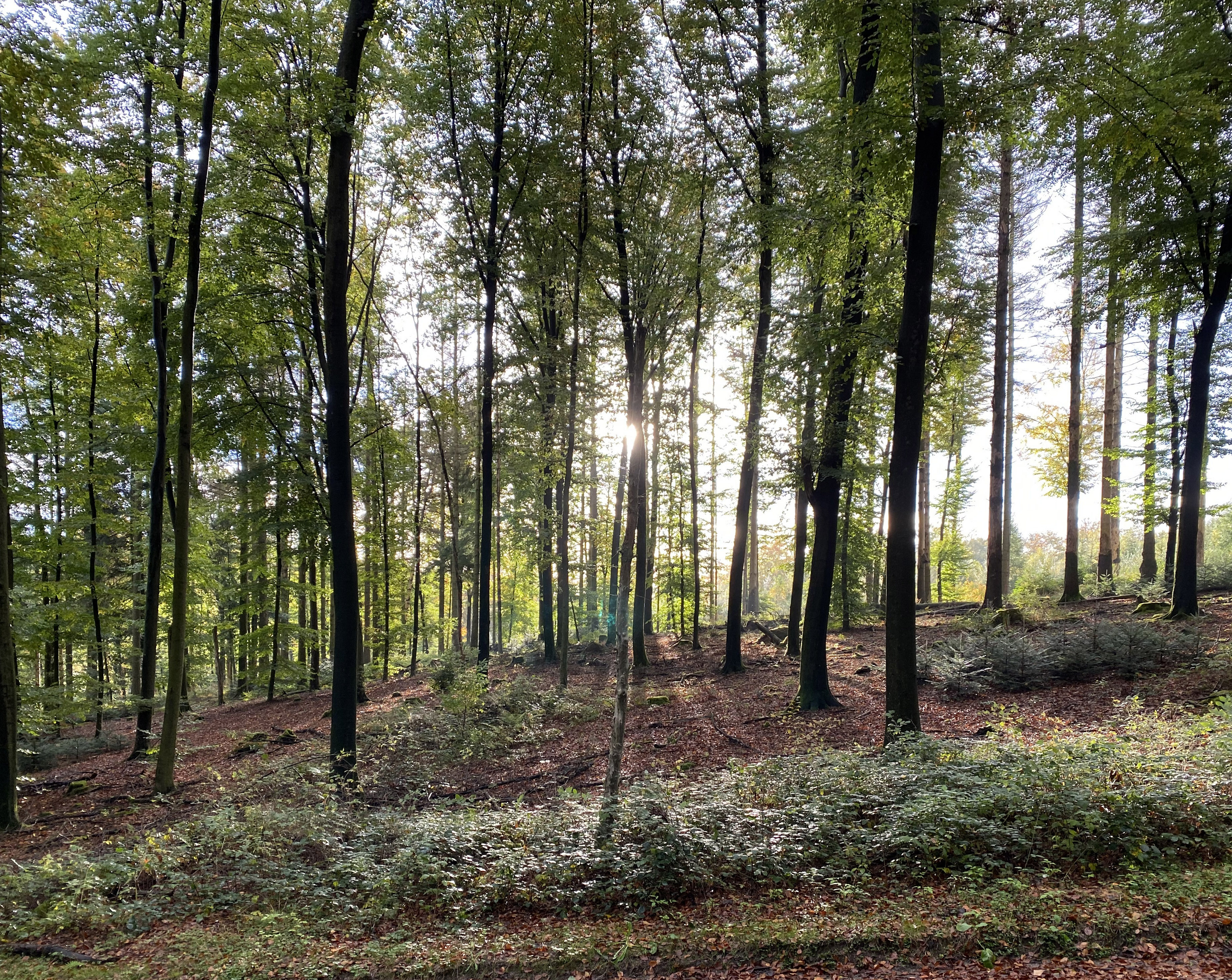
Buchenwald
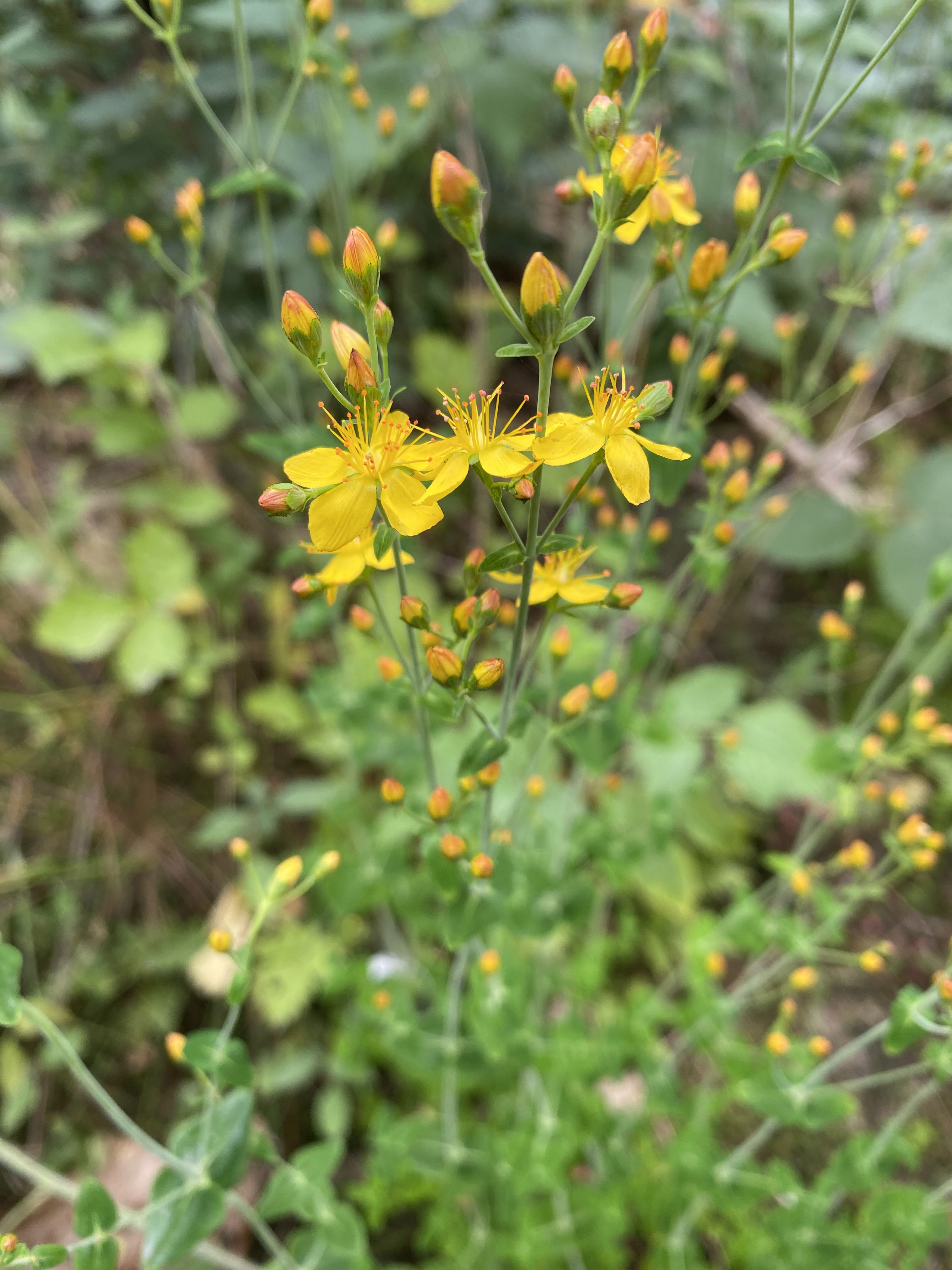
Schönes Johanniskraut (Hypericum pulchrum)
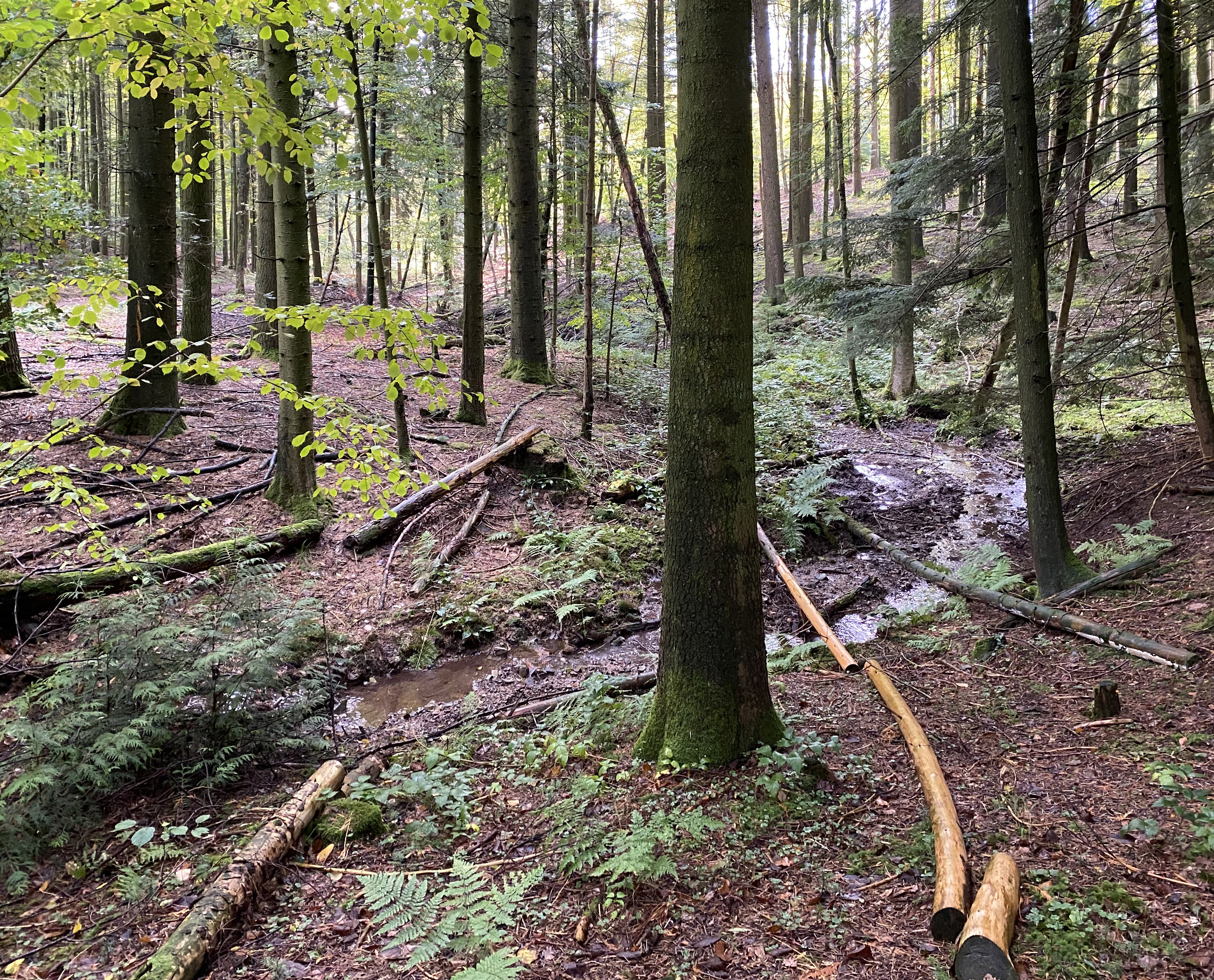
Schneppenstöcker Bach
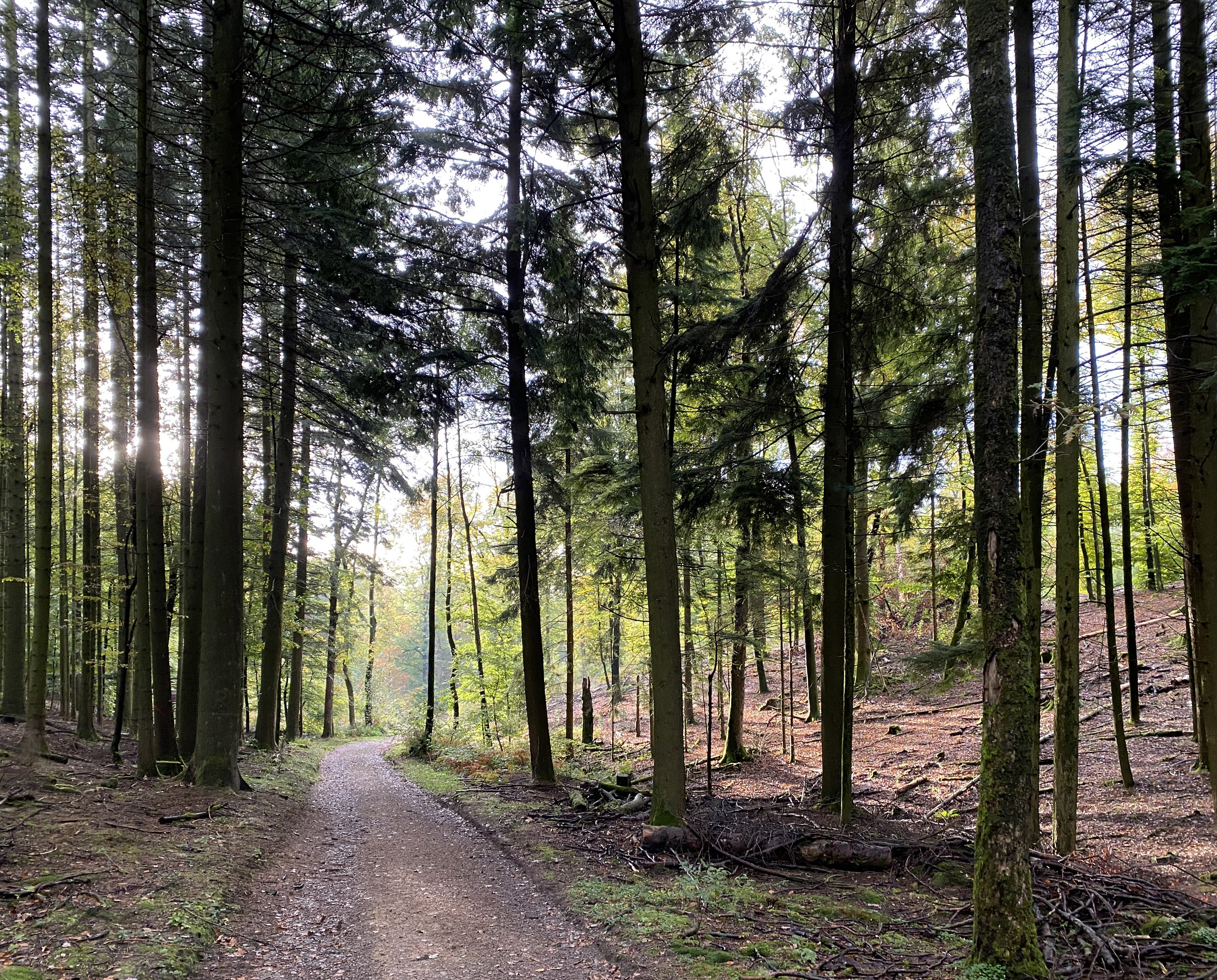
Fichtenwald
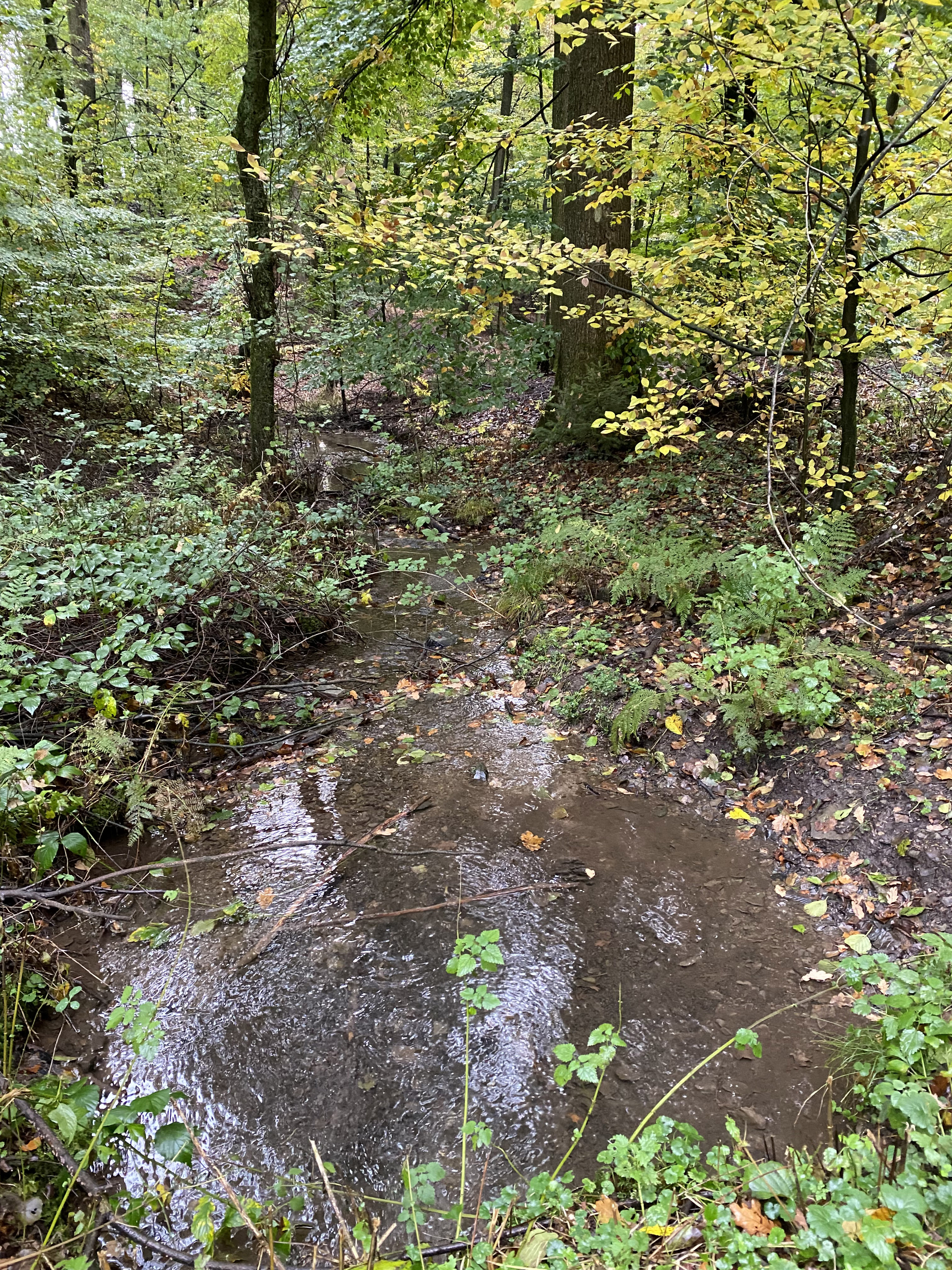
Schneppenstöcker Bach am südl. Ende des NSG
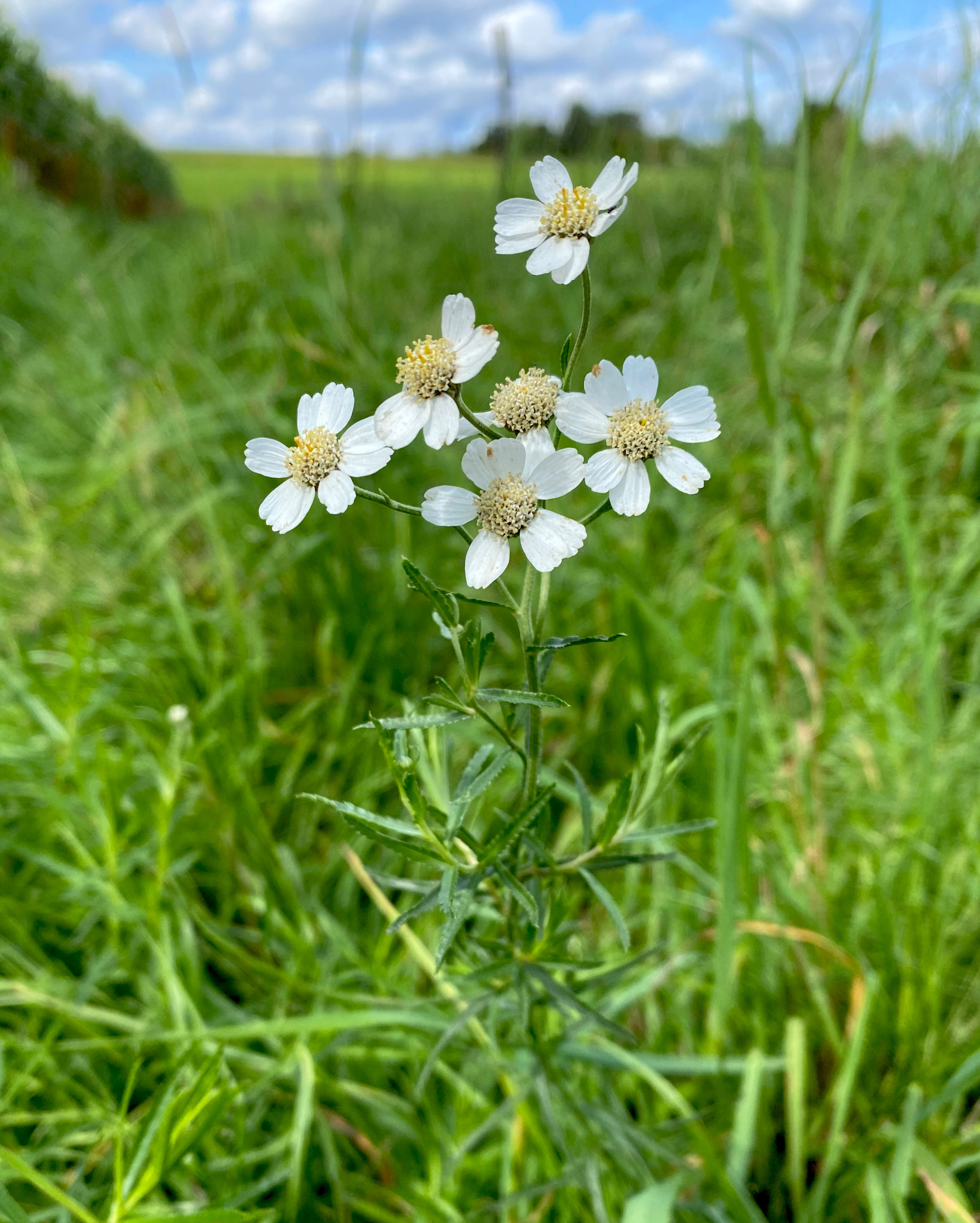
Sumpf-Schafgarbe
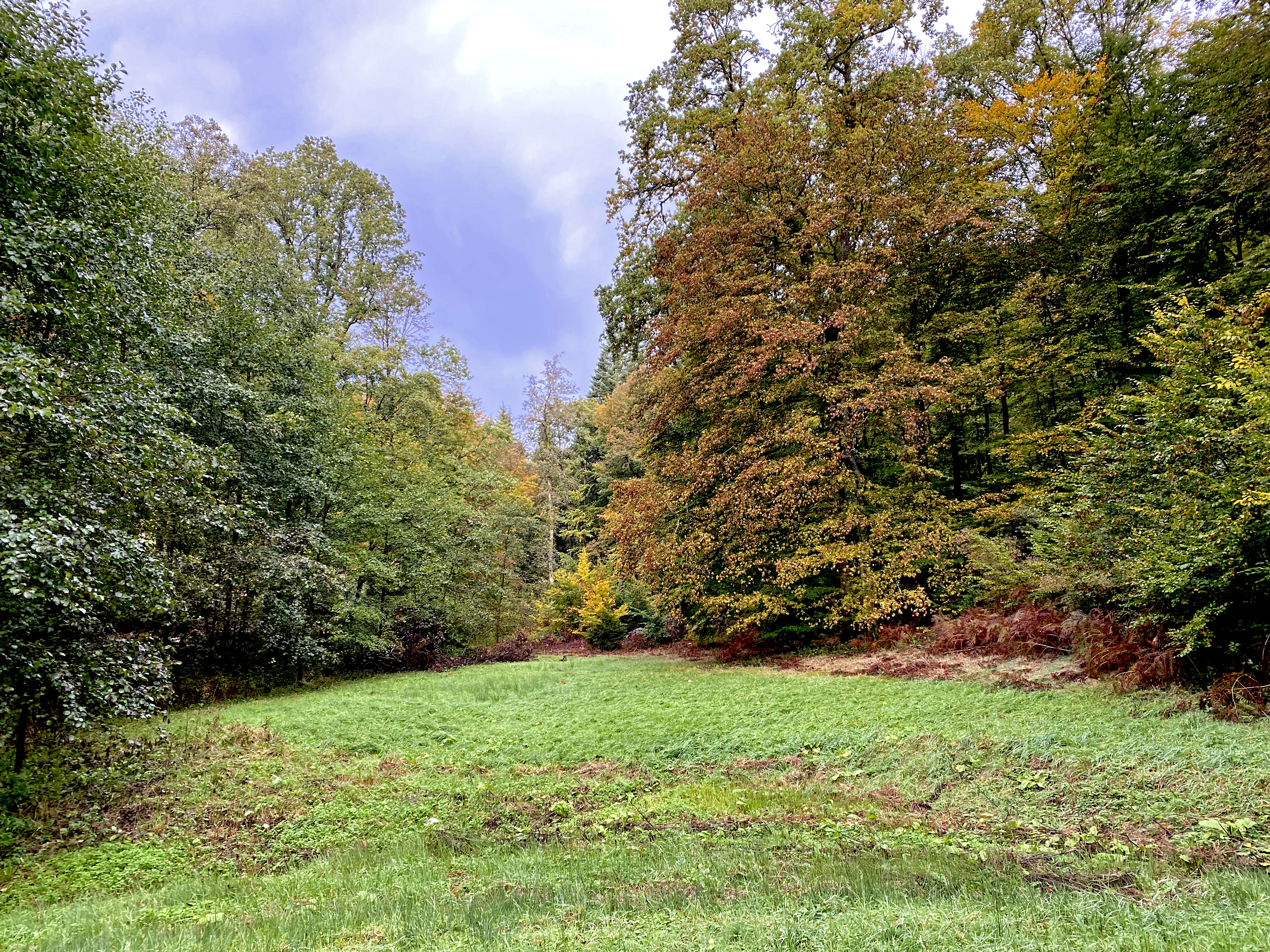
Quellgebiet in einer Feuchtwiese auf einer Lichtung
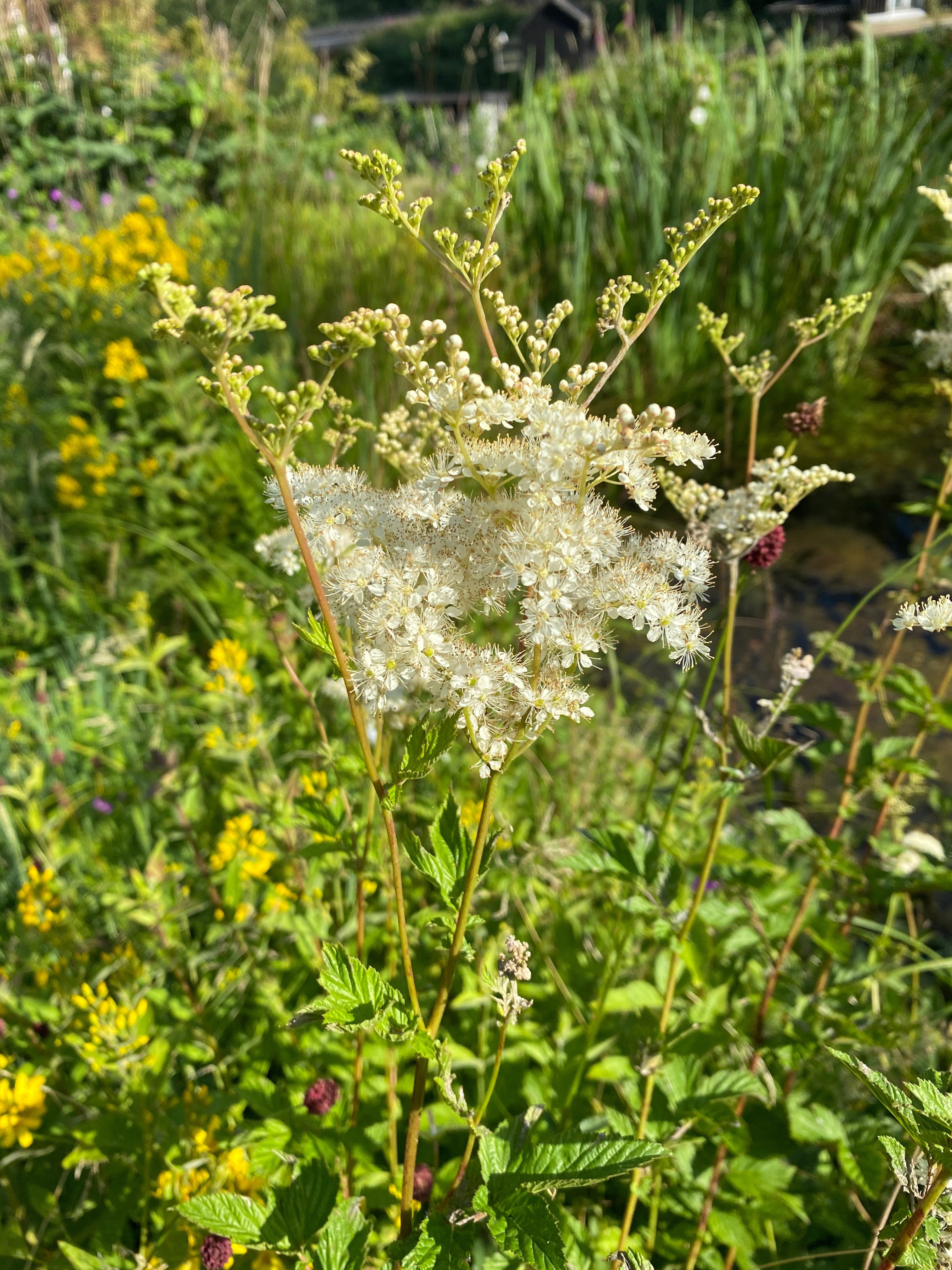
Mädesüß – Insektenmagnet auf feuchter Wiese
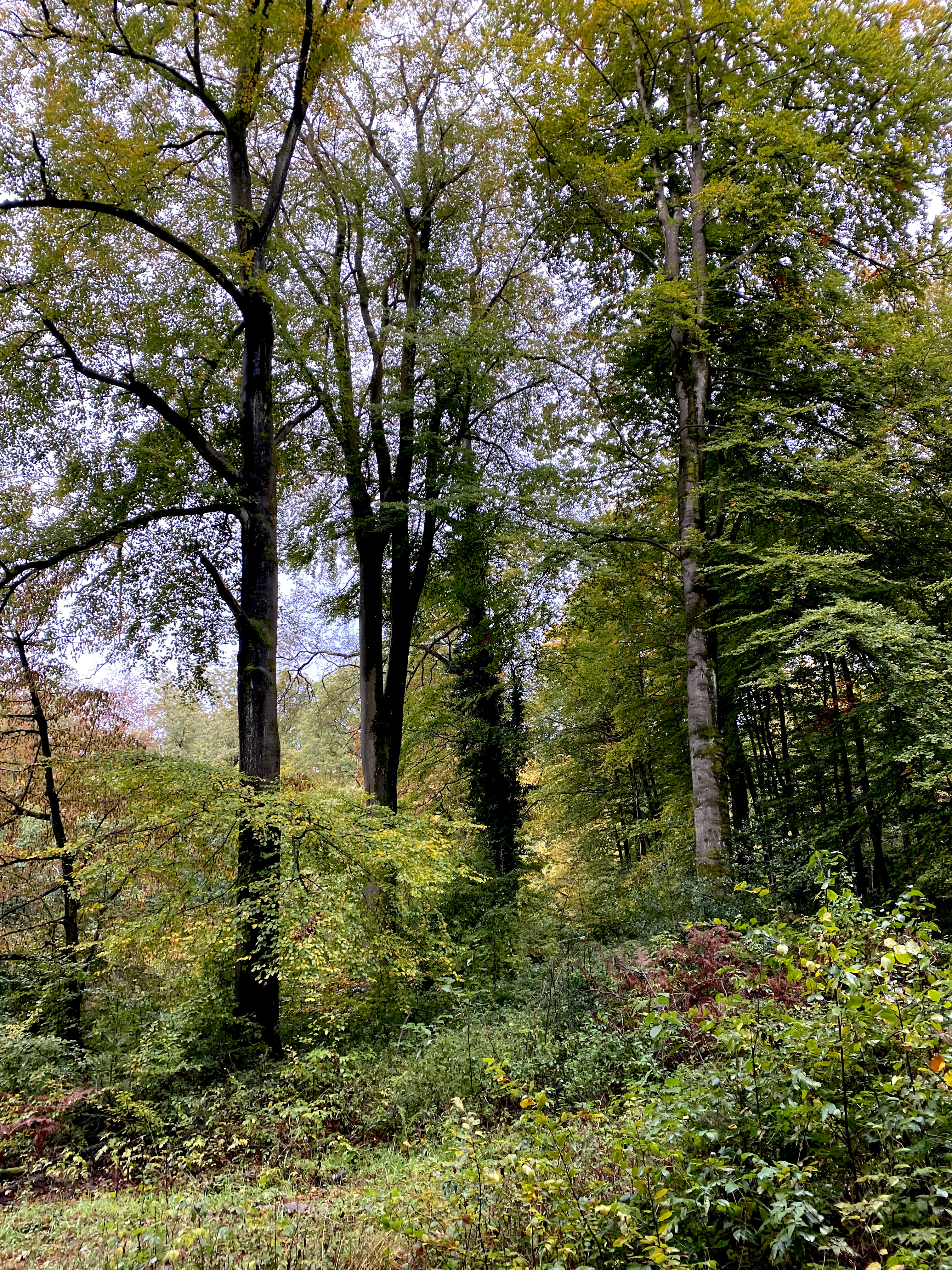
Waldrand mit Starkholz